# Sent Gorgòri
Sent Gorgòri (en francès Saint-Grégoire) és un municipi francès situat al departament del Tarn i a la regió d'Occitània.

## Demografia
| 1962                                       | 1968 | 1975 | 1982 | 1990 | 1999 | 2007 |
| ------------------------------------------ | ---- | ---- | ---- | ---- | ---- | ---- |
| 328                                        | 340  | 304  | 292  | 307  | 328  | 418  |
| Des de 1962: població sense dobles comptes |      |      |      |      |      |      |

## Administració
| Període   | Identitat         | Partit |
| --------- | ----------------- | ------ |
| 1939-1941 | Constantin Anglés |        |
| 1939-1941 | Pierre Palazy     |        |
| 1941-1965 | Eugène Anglès     |        |
| 1965-1983 | Élie Saysset      |        |
| 1983-2008 | Bernard Saysset   |        |
| 2008-     | Jean Colombié     |        |